# Navata

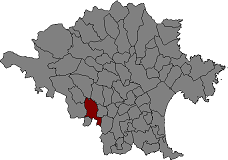
Położenie gminy na mapie comarki Alt Empordà.

Navata – gmina w Hiszpanii,  w Katalonii, w prowincji Girona, w comarce Alt Empordà.
Powierzchnia gminy wynosi 18,51 km². Zgodnie z danymi INE, w 2005 roku liczba ludności wynosiła 882, a gęstość zaludnienia 47,65 osoby/km². Wysokość bezwzględna gminy równa jest 145 metrów. Współrzędne geograficzne gminy to 42°13'31"N, 2°51'43"E.

## Miejscowości
W skład gminy wchodzą trzy miejscowości, w tym miejscowość gminna o tej samej nazwie:
- Canelles – liczba ludności: 29
- Navata – 733
- Torremirona – 120